# Takahe
Južnootoški takahē (znanstveno ime Porphyrio hochstetteri) je neleteča močvirna vrsta ptice, ki izvira iz Nove Zelandije in je največji živeči član družine tukalic. Pogosto je znan pod skrajšanim imenom takahē, ki si ga deli z nedavno izumrlim severnootoškim takahē. Dve vrsti takahē sta znani tudi kot notornis.
Takahē so obsežno lovili Maori, vendar so jih Evropejci poimenovali in opisali šele leta 1847, in to le iz fosilnih kosti. Leta 1850 je bila ujeta živa ptica, v 19. stoletju pa so bile zbrane še tri. Potem ko je bila leta 1898 ujeta še ena ptica in ni bilo več najdenih, je bila vrsta domnevno izumrla. Petdeset let pozneje pa je Geoffrey Orbell po skrbno načrtovanem iskanju leta 1948 dramatično znova odkril takahē na Južnem otoku v izolirani dolini v gorovju Murchison. Vrsto zdaj upravlja Ministrstvo za varstvo narave Nove Zelandije, katerega program za obnovo takahē ohranja populacije na več obalnih otokih in v dolini Takahē. Zdaj je bila ponovno naseljena na drugem kopnem v narodnem parku Kahurangi. Čeprav so takahē na Južnem otoku še vedno ogrožena vrsta, je bil njihov status NZTCS leta 2016 znižan z nacionalno kritične na nacionalno ranljivo. Od leta 2023 je število osebkov približno 500 in raste za 8 odstotkov na leto.

## Znanstveni opis in poimenovanje
Anatomu Richardu Owenu je poslal fosilne ptičje kosti, ki jih je leta 1847 v Južnem Taranakiju na Severnem otoku našel zbiralec Walter Mantell, leta 1848 pa je zanje skoval rod Notornis ('južna ptica') in novo vrsto poimenoval Notornis mantelli. Zahodna znanost je domnevala, da je ta ptica še ena izumrla vrsta, kot je moa.
Dve leti pozneje je skupina lovcev na tjulnje v Tamatei / Dusky Sound, Fiordland, naletela na veliko ptico, ki so jo lovili s svojimi psi. »Tekla je z veliko hitrostjo in ko so jo ujeli, je glasno kričala ter se nasilno borila; na krovu škune so jo ohranili pri življenju tri ali štiri dni in jo nato ubili, truplo pa je posadka spekla in pojedla, pri čemer je vsak zaužil poslastico, ki je bila razglašena za okusno«. Walter Mantell je slučajno srečal lovce na tjulnje in jim vzel ptičjo kožo. Poslal jo je svojemu očetu, paleontologu Gideonu Mantellu, ki je ugotovil, da gre za Notornisa, živo ptico, znano samo iz fosilnih kosti, in ga leta 1850 predstavil na srečanju Zoološkega društva v Londonu. Drugi primerek je bil leta 1851 poslan Gideonu Mantellu, ujeli so ga Maori na otoku Secretary v Fiordlandu. (Takahē so dobro poznali Maori, ki so prepotovali velike razdalje, da bi jih lovili. Ime ptice izhaja iz maorskega glagola takahi, 'teptati' ali 'topotati'.
Evropejci so v 19. stoletju zbrali samo še dva takahē z Južnega otoka. Enega je leta 1879 ujel pes na vzhodni strani jezera Te Anau. Kupil ga je današnji Državni zoološki muzej v Dresdnu za 105 funtov in uničil med bombardiranjem Dresdna v drugi svetovni vojni. Drugega takahē je ujel drug pes, prav tako na obali jezera Te Anau, 7. avgusta 1898; pes z imenom 'Rough' je bil v lasti zbiratelja Jacka Rossa. Ross je poskušal oživiti samico takahē, vendar je umrl, in jo je predal kustosu Williamu Benhamu v Otago Museum. V odličnem stanju jo je kupila novozelandska vlada za 250 funtov in jo postavila na ogled; dolga leta je bila edini nameščeni primerek na Novi Zelandiji in edini takahē, ki je bil na ogled kjerkoli na svetu.
Po letu 1898 so lovci in naseljenci še naprej poročali o videnjih velikih modro-zelenih ptic, opisanih kot »velikanski pukakiji« (pūkeko ali avstralski močvirniki); ena skupina je lovila ptico »velikosti gosi, z modrozelenim perjem in hitrostjo dirkalnega konja«, a je ni mogla ujeti. Nobeno od videnj ni bilo potrjeno in edini zbrani primerki so bile fosilne kosti. Takahē je veljal za izumrlo.

## Taksonomija in sistematika
Tretji zbrani takahē je šel v Königlich Zoologisches und Anthropologisch-Ethnographisches Museum v Dresdnu, direktor Adolf Bernhard Meyer pa je pregledal okostje med pripravo svoje klasifikacije muzejskih ptic, Abbildungen von Vogelskeletten (1879–1895). Odločil se je, da so skeletne razlike med ptico iz Fiordlanda in primerkom Owenovega Severnega otoka zadostne, da je ločena vrsta, ki jo je poimenoval Notornis hochstetteri, po avstrijskem geologu Ferdinandu von Hochstetterju.
V drugi polovici 20. stoletja sta bili dve vrsti Notornis postopoma potisnjeni v podvrsti: Notornis mantelli mantelli na Severnem otoku in Notornis mantelli hochstetteri na Južnem. Nato so bili vključeni v isti rod kot tesno povezani avstralazijski močvirnik ali pūkeko (Porphyrio porphyrio) in tako postali podvrsta Porphyrio mantelli. Pūkeko so pripadniki široko razširjene vrste močvirnikov, vendar so na podlagi fosilnih dokazov na Novi Zelandiji le nekaj sto let, prispeli pa so iz Avstralije, potem ko so otoke najprej naselili Polinezijci.
Morfološka in genetska študija živečih in izumrlih Porphyrio je pokazala, da sta severnootoški in južnootoški takahē, kot je prvotno predlagal Meyer, ločeni vrsti. Vrsta severnootoškega (P. mantelli, kot jo je opisal Owen) je bila Maorom znana kot mōho; je izumrla in znana le po skeletnih ostankih in enem možnem primerku. Mōho so bili višji in vitkejši od takahē in imajo skupnega prednika z živim pūkekom. Takahē, ki živijo na Južnem otoku, izvirajo iz druge linije Porphyrio porphyrio, verjetno iz Afrike, in predstavljajo ločeno in zgodnejšo invazijo močvirnikov na Novo Zelandijo, ki so se pozneje razvile v velike velikosti in nesposobne leteti.

## Ponovno odkritje
Žive takahē na Južnem otoku so ponovno odkrili v ekspediciji, ki jo je vodil zdravnik Geoffrey Orbell iz Invercargilla blizu jezera Te Anau v gorovju Murchison 20. novembra 1948. Ekspedicija se je začela, ko so v bližini jezera Te Anau našli stopinje neznane ptice. Dva takahēja sta bila ujeta, a vrnjena v naravo, potem ko so bile posnete fotografije ponovno odkrite ptice.

## Opis
Takahē na Južnem otoku je največji živi član družine Rallidae (tukalice). Njegova skupna dolžina je v povprečju 63 cm, njegova povprečna teža pa je približno 2,7 kg pri samcih in 2,3 kg pri samicah, v razponu od 1,8–4,2 kg. Življenjska doba takahē se lahko giblje od 18 let v divjini do 22 let v zatočiščih za živali. Njegova stojna višina je okoli 50 cm. Je čokat, močan ptič s kratkimi močnimi nogami in ogromnim kljunom, ki lahko neprevidnemu zada boleč ugriz. Čeprav je ptica, ki ne leti, takahē včasih uporablja zmanjšana krila za pomoč pri plezanju po pobočjih.
Takahē na Južnem otoku imajo perje, kljune in noge značilne kokošje barve. Perje odraslih takahē je svilnato, prelivajoče se in večinoma temno modro ali mornarsko modro na glavi, vratu in spodnji strani, pavje modro na krilih. Hrbet in notranja krila so modrozelena, pri repu, ki je spodaj bel, postanejo olivno zelena. Takahe imajo svetlo škrlaten sprednji ščit in »karminaste kljune, marmorirane z odtenki rdeče«. Njihove škrlatne noge je eden od zgodnjih ponovnih odkriteljev opisal kot »rakovo rdeče«.
Spola sta podobna; samice so nekoliko manjše in lahko med gnezdenjem pokažejo obrabljeno repno perje. Piščanci so ob izvalitvi pokriti s črnim puhastim puhom in imajo zelo velike rjave noge s temno belim kljunom na konici. Nezreli takahe imajo bolj motno različico obarvanosti odraslih s temnim kljunom, ki postane rdeč, ko dozorijo.
Takahē na Južnem otoku so hrupni. Imajo neusmerjen opozorilni klic womph, ki so ga ponovni odkritelji takahē opisali kot nekoga, ki jim »žvižga čez tulec .303«, in glasen klic clowp. Kontaktni klic je zlahka zamenjati s klicem weke (Gallirallus australis), vendar je na splošno bolj resonančen in globlji.

## Vedenje in ekologija
Takahē na Južnem otoku je sedeča in neleteča ptica, ki jo trenutno najdemo v habitatih alpskih travišč. Je teritorialen in ostane na travinju do snega, ko se spusti v gozd ali grmičevje. Prehranjuje se s travo, poganjki in žuželkami, predvsem pa z listi Chionochloa in drugih vrst alpskih trav. Takahē na Južnem otoku je pogosto mogoče videti, kako trga steblo snežne trave (Danthonia flavescens), ga vzame v en krempelj in poje le mehke spodnje dele, kar je videti kot njegova najljubša hrana, medtem ko ostalo zavrže.
Posneli so takahē z Južnega otoka, ki se hrani z rajsko raco (Tadorna variegata) v zavetišču Zelandija. Čeprav je bilo to vedenje prej neznano, se sorodni avstralski močvirnik (Porphyrio melanotus) ali pūkeko občasno prehranjuje tudi z jajci in mladiči drugih ptic.

### Vzreja
Takahē na Južnem otoku je monogamen, saj pari ostanejo skupaj od 12 let do verjetno vse življenje. Zgradi zajetno gnezdo pod grmovjem in grmičevjem ter izleže eno do tri jajčeca. Stopnja preživetja piščancev je med 25 % in 80 %, odvisno od lokacije.

## Razširjenost in življenjski prostor
Čeprav je avtohtono v močvirjih, so ljudje njegove močvirne habitate spremenili v kmetijska zemljišča, se je takahē na Južnem otoku moral preseliti v višine na travnike. Vrsta je še vedno prisotna na lokaciji, kjer je bila ponovno odkrita v gorah Murchison. Majhna števila so bila tudi uspešno prenesena na pet priobalnih otokov brez plenilcev, Tiritiri Matangi, Kapiti, Maud, Mana in Motutapu, kjer si jih lahko ogleda javnost. Poleg tega si lahko takahē v ujetništvu ogleda v nacionalnih centrih za divje živali Te Anau in Pukaha/Mount Bruce. Junija 2006 je bil par takahē preseljen v projekt obnove Maungatautarija. Septembra 2010 je bil par takahē (Hamilton in Guy) izpuščen v Willowbank Wildlife Reserve – prva ustanova zunaj Ministrstva za varstvo narave, ki ima to vrsto. Januarja 2011 sta bila dva takahē izpuščena v Zelandiji, Wellington, sredi leta 2015 pa sta bila izpuščena še dva takahē na otoku Rotoroa v zalivu Hauraki / Tīkapa Moana. Prišlo je tudi do selitev na polotok Tawharanui. Leta 2014 sta bila dva para Takahe izpuščena v Wairakei golf and sanctuary, zasebno ograjeno zatočišče v Wairakeiju severno od Taupa, prvi piščanec se je tam zvalil novembra 2015. Oktobra 2017 je bilo zabeleženih 347 takahē, kar je 41 več kot leta 2016. Ekozavetišče Orokonui je dom enega samega gnezdečega para takahē, Quammen in Paku. Par je leta 2018 uspešno vzredil dva piščanca, ki sta poginila zaradi izpostavljenosti po močnem deževju novembra 2018. Smrti so povzročile nekaj polemik v zvezi s politiko "nevmešavanja" Ecosanctuaryja.
Leta 2018 je bilo osemnajst takahē z Južnega otoka ponovno priseljenih v narodni park Kahurangi, 100 let po njihovem lokalnem izumrtju.
Po izdaji leta 2018 se je leta 2023 zgodila druga ponovna uvedba na Te Wai Pounamu v dolini Zgornji Whakatipu Waimaori v postaji Greenstone, ki je v lasti Ngāi Tahu.

## Stanje in ohranjenost
K skorajšnjemu izumrtju nekdaj razširjenega južnootoškega takahē je prišlo zaradi številnih dejavnikov: prekomerni lov, izguba življenjskega prostora in vneseni plenilci so imeli vlogo. Hudo konkurenco za hrano predstavljajo vselitve navadnega jelena (Cervus elaphus), velike podlasice (Mustela erminea) pa prevzamejo vlogo plenilcev. Širjenje gozdov v postglacialnem pleistocenu-holocenu je prispevalo k zmanjšanju habitata. Ker je vrsta K-izbrana, tj. je dolgoživa, se razmnožuje počasi, potrebuje več let, da doseže zrelost in ima velik obseg, ki se je drastično skrčil v razmeroma malo generacijah, je depresija v sorodstvu velik problem. Prizadevanja za obnovo ovira predvsem nizka plodnost preostalih ptic. Genetske analize so bile uporabljene za izbiro živali za vzrejo v ujetništvu, da bi ohranili največjo možno gensko raznolikost.